# Ullensvang
Ullensvang es un municipio noruego de la provincia de Hordaland. Se encuentra ubicado en el distrito de Hardanger.  Su centro administrativo es la villa de Kinsarvik.  Otras villas del municipio son Lofthus, Utne, Vikebygd, y Alsåker.  Su población es de 3,369 habitantes (censo 2014). Desde 1980 la población se redujo en 700 personas, lo cual es consistente con el proceso de desplazamiento de las poblaciones rurales que se observa en Noruega. 
La zona más poblada del municipio de  Ullensvang se encuentra al oeste del Parque nacional Hardangervidda, el cual abarca casi toda la meseta  Hardangervidda, la mayor meseta de altura de Europa.  La mayoría de la población vive en una franja costera estrecha que bordea las montañas y valles a la vera de los fiordos Hardangerfjorden y Sørfjorden.  Las mayores zonas urbanas en Ullensvang son Kinsarvik y Lofthus.
La ruta Nacional N 13 es una de las principales carreteras que atraviesa el municipio, y cruza Hardangerfjorden por el puente Hardanger en el sector norte del municipio.

## Atracciones

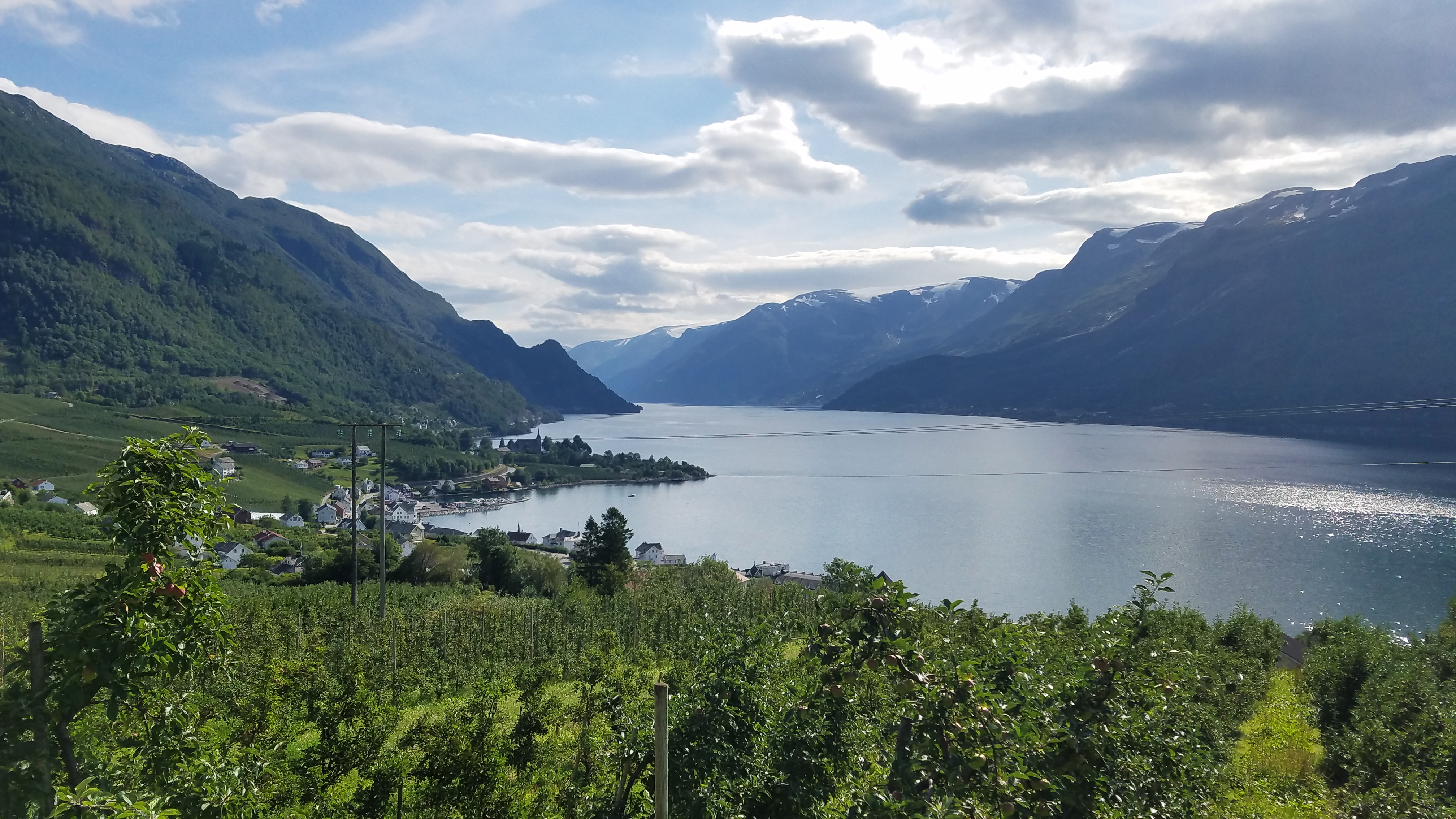
Vista de la zona de Lofthus con sus plantaciones frutales.

Ullensvang es el principal centro proveedor de fruta de Noruega, especialmente cerezas y manzanas. Todos los veranos se realiza un festival de verano de las cerezas en Lofthus, que incluye la competencia del campeonato noruego de escupida de carozos de cereza.  El récord que es de 14.24 m lo ostenta S. Kleivkaas. 
Todos los meses de mayo se realiza un festival musical en el Hotel Ullensvang (construido en 1846), que convoca a músicos de todas partes de Noruega. El famoso compositor Edvard Grieg ha pasado numerosos veranos en Lofthus, y el festival se realiza en su honor. Durante el verano, impulsada por la afluencia turística la población llega a duplicarse durante las festividades.
Además son interesantes de visitar la iglesia medieval Ullensvang en Lofthus (construida hacia 1250) y la iglesia Kinsarvik (construida hacia 1150), varias cascadas tales como Skrikjofossen, y los museos en Aga, Utne, y Skredhaugen. Durante la temporada de las flores durante mayo muchos turistas concurren a la zona.
- Datos: Q484077
- Multimedia: Ullensvang / Q484077